# Selina Gasparin
Selina Gasparin (Samedan, 3 april 1984) is een voormalig Zwitserse biatlete. Gasparin vertegenwoordigde haar vaderland op de Olympische Winterspelen 2010 (Vancouver) en op de Olympische Winterspelen 2014 (Sotsji). Ze is de oudere zus van biatletes Elisa en Aita Gasparin.

## Carrière
Gasparin maakte haar wereldbekerdebuut in januari 2005 in Oberhof, vier jaar later scoorde ze in Oberhof haar eerste wereldbekerpunten. In januari 2011 behaalde de Zwitserse haar eerste toptienklassering in een wereldbekerwedstrijd. Op 6 december 2013 boekte Gasparin in Hochfilzen haar eerste wereldbekerzege.
Gasparin nam in haar carrière zeven keer deel aan de wereldkampioenschappen biatlon. Op de wereldkampioenschappen biatlon 2012 in Ruhpolding behaalde ze haar beste prestatie; twaalfde op de 7,5 kilometer sprint.
Tijdens de Olympische Winterspelen van 2010 in Vancouver was Gasparins beste prestatie de veertigste plaats op de 15 kilometer individueel. Vier jaar later won ze in Sotsji een zilveren medaille op diezelfde afstand. Voor de overige afstanden deed ze niet mee om de prijzen.
In 2022 besloot ze haar carrière als biatlete te beëindigen.

## Privé
Gasparin heeft een relatie met de Russische langlaufer Ilja Tsjernoesov.

## Resultaten

### Olympische Spelen
| Jaar | Plaats    | Resultaten |
| ---- | --------- | --- |
| 2010 | Vancouver | 40e 15 km individueel 56e 7,5 km sprint 48e 10 km achtervolging                                                                         |
| 2014 | Sotsji    | 15 km individueel · 13e 7,5 km sprint · 15e 10 km achtervolging · 10e 12,5 km massastart · 9e 4x6 km estafette · 13e Gemengde estafette |

### Wereldkampioenschappen
| Jaar | Plaats           | Resultaten |
| ---- | ---------------- | --- |
| 2007 | Antholz          | 44e 15 km individueel 71e 7,5 km sprint                                                                                            |
| 2008 | Östersund        | 90e 15 km individueel 37e 7,5 km sprint 46e 10 km achtervolging                                                                    |
| 2009 | Pyeongchang      | 55e 7,5 km sprint 61e 10 km achtervolging                                                                                          |
| 2010 | Chanty-Mansiejsk | 13e Gemengde estafette |
| 2011 | Chanty-Mansiejsk | 13e 15 km individueel 55e 7,5 km sprint 15e Gemengde estafette                                                                     |
| 2012 | Ruhpolding       | 51e 15 km individueel 12e 7,5 km sprint 13e 10 km achtervolging 26e 12,5 km massastart LPD 4x6 km estafette 10e Gemengde estafette |
| 2013 | Nové Město       | 20e 15 km individueel 42e 7,5 km sprint 40e 10 km achtervolging 13e 4x6 km estafette 12e Gemengde estafette                        |

### Wereldbeker
Eindklasseringen
| Seizoen   | Algemeen                            | Individueel                         | Sprint                              | Achtervolging                       | Massastart                          |
| --------- | ----------------------------------- | ----------------------------------- | ----------------------------------- | ----------------------------------- | ----------------------------------- |
| 2008/2009 | 84e                                 | -                                   | 77e                                 | -                                   | -                                   |
| 2009/2010 | 36e                                 | 21e                                 | 35e                                 | 34e                                 | -                                   |
| 2010/2011 | 29e                                 | 17e                                 | 30e                                 | 40e                                 | 25e                                 |
| 2011/2012 | 29e                                 | -                                   | 26e                                 | 27e                                 | 35e                                 |
| 2012/2013 | 19e                                 | 8e                                  | 24e                                 | 33e                                 | 16e                                 |
| 2013/2014 | 11e                                 | 19e                                 | 6e                                  | 12e                                 | 10e                                 |
| 2014/2015 | Geen deelname, vanwege zwangerschap | Geen deelname, vanwege zwangerschap | Geen deelname, vanwege zwangerschap | Geen deelname, vanwege zwangerschap | Geen deelname, vanwege zwangerschap |
| 2015/2016 | 24e                                 | 13e                                 | 23e                                 | 24e                                 | 35e                                 |
| 2016/2017 | 17e                                 | -                                   | 19e                                 | 20e                                 | 7e                                  |
| 2017/2018 | 25e                                 | 28e                                 | 32e                                 | 24e                                 | 24e                                 |
| 2018/2019 | 66e                                 | 33e                                 | 77e                                 | -                                   | 39e                                 |

Wereldbekerzeges
| Nr. | Datum            | Plaats           | Onderdeel     |
| --- | ---------------- | ---------------- | ------------- |
| 1.  | 6 december 2013  | Hochfilzen       | 7,5 km sprint |
| 2.  | 14 december 2013 | Le Grand Bornand | 7,5 km sprint |